# Zebra-Stierkopfhai
Der Zebra-Stierkopfhai (Heterodontus zebra) ist ein maximal 120 cm langer Stierkopfhai. Er kommt im westlichen Pazifik vom nördlichen China, Japan und Korea über Vietnam und Indonesien bis in die australischen Küstengewässer vor.

## Aussehen und Merkmale
Der Zebra-Stierkopfhai hat eine Körperlänge von durchschnittlich 80 bis 100 cm und kann Maximalgrößen von 120 cm erreichen. Er hat eine hellbraune, hellgraue bis weiße Körperfärbung mit zahlreichen auffälligen dunkelbraunen bis schwarzen Streifen (Zebrastreifung), die sich vertikal über den Körper vom Kopf bis zum Schwanz ziehen. Bei den Jungtieren können die Streifen auch auffällig rotbraun ausgebildet sein.
Der Hai besitzt einen zylindrischen Körper mit einem konisch geformten Kopf. Die Schnauze ist sehr klein und breit gerundet, die Augenwülste sind niedrig ausgeprägt. Er besitzt eine Afterflosse und zwei Rückenflossen, die beide bedornt sind. Die erste Rückenflosse beginnt über der Basis der Brustflossen, die zweite Rückenflosse hinter dem freien Ende der Bauchflossen. Der Hai besitzt fünf vergleichsweise lange Kiemenspalten und ein kleines Spritzloch (Spiraculum) unterhalb des Auges.

## Lebensweise
Der Zebra-Stierkopfhai lebt im Bereich des Kontinentalschelfs sowie an Inselsockeln, wo er in Küstennähe (Gezeitenzone) nahe dem Meeresboden bis 50 m Tiefe im asiatischen Bereich und in Tiefen zwischen 150 und 200 Metern vor Westaustralien lebt. Er ernährt sich räuberisch wahrscheinlich von verschiedenen wirbellosen Tiere wie Weichtieren, Krebsen und Seeigeln sowie kleinen Fischen.
Er ist wie alle Stierkopfhaie eierlegend (ovipar) und legt wahrscheinlich flache Eier mit spiraligen Kammern ohne Hornfäden am Apex und kurzen Fäden am gegenüberliegenden Ende ab. Die Junghaie schlüpfen mit einer Größe von etwa 15 cm. Die Geschlechtsreife erreichen die Tiere bei einer Länge von ungefähr 60 cm.

## Verbreitung

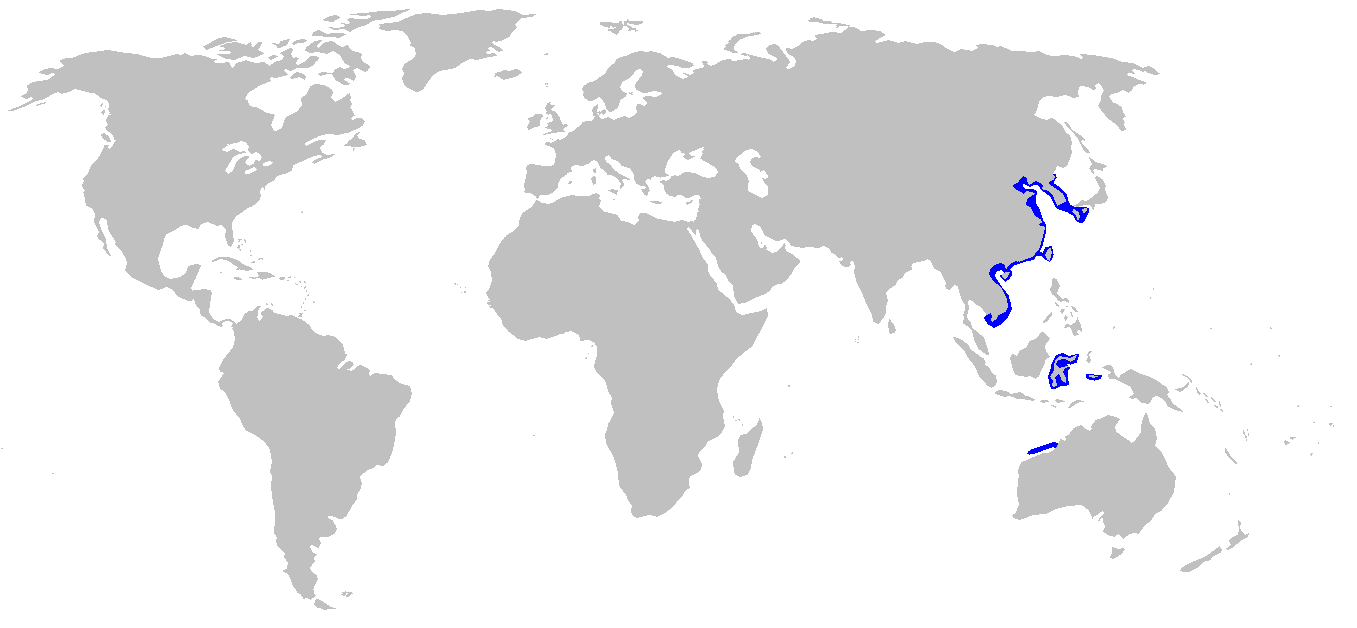
Verbreitungsgebiete des Zebra-Stierkopfhais

Das Verbreitungsgebiet des Zebra-Stierkopfhais befindet sich in den Küstenbereichen des westlichen Pazifik. Es reicht vom nördlichen China, Japan und Korea über Vietnam und Indonesien bis in die australischen Küstengewässer.